# Black Mountain College
Black Mountain College was een vrije Amerikaanse universiteit met moderne onderwijs-principes.

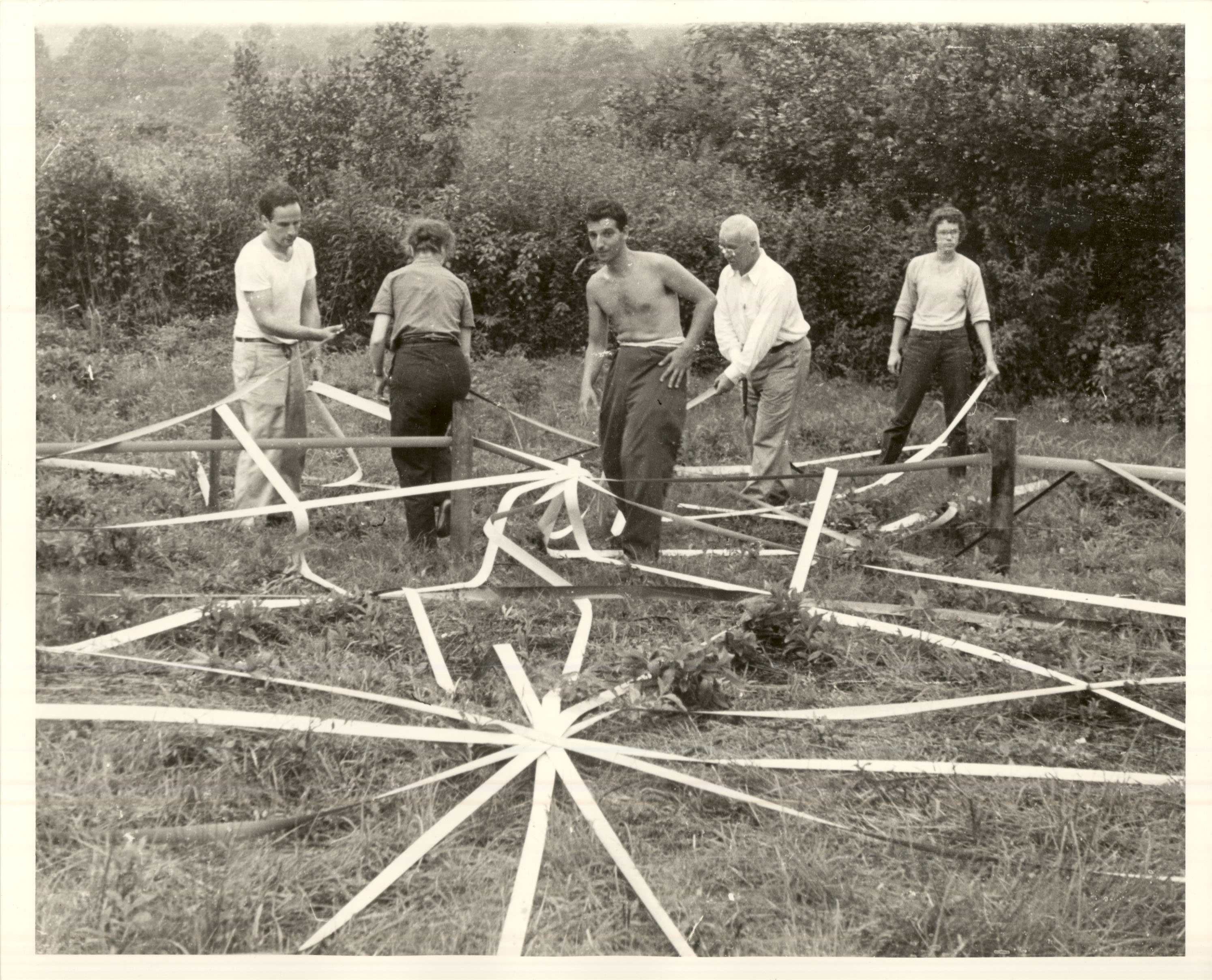
Buckminster Fuller en studenten bouwen een geodetische koepel, 1948.

## Situering
De school werd opgericht in 1933 in Asheville, North Carolina. Black Mountain College was een 'art-university' op liberale grondslag waarin de pedagogische ideeën van John Dewey vergaand werden gepraktiseerd. De school sloot in 1957 haar deuren.  
Veel belangrijke kunstenaars hebben op dit college lesgegeven of gevolgd. Zo heeft Merce Cunningham hier zijn eerste dansgroep geformeerd en de componist John Cage vertoonde er zijn eerste muziek-happening.
Met name de zomer-universiteit van Black Mountain College, die jarenlang werd geleid door de kunstenaar van Duitse afkomst Josef Albers, was van groot belang voor de ontwikkeling van de moderne Amerikaanse kunst en met name voor het Abstract expressionisme. Albers nodigde andere schilder-kunstenaars uit om gedurende de zomermaanden les te komen geven, zoals o. a. de schilders Franz Kline, Willem de Kooning en Robert Motherwell een aantal jaren deden. Op het Black Mountain College heeft de eerste generatie abstract-expressionisten deels de fakkel doorgegeven aan de jongere generatie. Zo volgde bijvoorbeeld Cy Twombly in 1951/52 lessen bij de Abstract-expressionistische kunstenaars Franz Kline en Robert Motherwell.

## Lerarenkorps
De volgende personen gaven er les in de jaren 40 en 50 van de 20e eeuw.
Josef en Anni Albers, 
Eric Bentley, 
Alfred Kazin, 
John Cage, 
Harry Callahan,
Robert Creeley, 
Merce Cunningham, 
Max Dehn, 
Willem en Elaine de Kooning, 
Robert Duncan, 
Buckminster Fuller, 
Walter Gropius, 
Lou Harrison, 
Franz Kline, 
Jacob Lawrence, 
Richard Lippold, 
Charles Olson, 
M. C. Richards, 
Albert William Levi, 
Xanti Schawinsky,
Ben Shahn,
Aaron Siskind, 
Theodoros Stamos,
Jack Tworkov,
Robert Motherwell,
William R. Wunsch. 
Daarbij gaven Albert Einstein, Clement Greenberg, Bernard Rudofsky, Richard Lippold en William Carlos Williams er lezingen.

## Bekende oud-studenten
- Ruth Asawa
- Lyle Bongé
- Nicholas Cernovich
- Fielding Dawson
- Ed Dorn
- James Leo Herlihy
- Basil King
- Jane Mayhall (1918-2009), dichter
- Michael Rumaker
- Robert Rauschenberg
- Dorothea Rockburne
- Susan Weil
- John Chamberlain
- Ray Johnson
- Kenneth Noland
- Oli Sihvonen
- H. Peter Oberlander
- Joel Oppenheimer
- Arthur Penn
- Charles Perrow
- Jonathan Williams
- Robert De Niro, Sr.
- Cy Twombly
- Claude Stoller
- Kenneth Snelson
- Stan VanDerBeek
- Vera B. Williams
- Robert Irwin